# Thù hình
Thù hình là hiện tượng một nguyên tố tồn tại ở một số dạng đơn chất khác nhau. Những dạng đơn chất khác nhau đó của một nguyên tố được gọi là dạng thù hình. Tính thù hình có thể do:
- Sự khác nhau về số lượng nguyên tử trong phân tử, chẳng hạn như oxy phân tử (O2) và ôzôn (O3) là hai dạng thù hình của nguyên tố oxy.
- Sự khác nhau về cấu trúc của tinh thể, chẳng hạn kim cương và than chì là hai dạng thù hình của nguyên tố cacbon; phosphor trắng, phosphor đỏ và phosphor đen là ba dạng thù hình của nguyên tố phosphor.

Do có cấu tạo tinh thể khác nhau, các dạng thù hình của một nguyên tố có các tính chất khác nhau, nhất là các tính chất vật lý. Ví dụ điển hình là tinh thể kim cương trong suốt, rất cứng, cách điện và cách nhiệt, trong khi đó tinh thể than chì có màu đen xám, mềm, dẫn điện và dẫn nhiệt tốt.
Lưu ý rằng thù hình chỉ đề cập tới các dạng khác nhau của một nguyên tố trong cùng pha trạng thái (nghĩa là cùng trạng thái rắn, lỏng hay khí) - sự thay đổi về trạng thái từ rắn sang lỏng hay khí thì không được coi là thù hình. Đối với một số nguyên tố, các thù hình có thể tồn tại bền vững trong các pha khác nhau - ví dụ, hai thù hình của oxy (oxy phân tử và ôzôn) có thể đồng thời tồn tại trong cả các pha rắn, lỏng, khí. Ngược lại, một số nguyên tố không duy trì các thù hình khác nhau trong các pha khác nhau: ví dụ phosphor có nhiều dạng thù hình ở trạng thái rắn, nhưng tất cả đều chuyển thành cùng dạng P4 khi bị nóng chảy để chuyển sang pha lỏng.
Thuật ngữ "thù hình" (allotrope) do nhà hóa học Jöns Jakob Berzelius đề ra.